# Zephyranthes americana
Zephyranthes americana là một loài thực vật có hoa trong họ Amaryllidaceae. Loài này được (Hoffmanns.) Ravenna miêu tả khoa học đầu tiên năm 1972.